# Џон Пембертон
Џон Стит Пембертон (енгл. John Stith Pemberton; Ноксвил, 8. јул 1831 — Атланта, 16. август 1888) је био амерички фармацеут и творац кока-коле.

## Каријера
Током грађанског рата у САД, Пембертон је служио у војсци Конфедерације. У априлу 1865. био је рањен у бици код Коламбуса, да би током опоравка постао зависник од морфијума (који се у то време користио као аналгетик) Након рата, свестан свог проблема и у жељи да пронађе адекватан лек, постао је фармацеут и почео да експериментише са листовима јужноамеричке биљке коке.
Пембертон је 1886. у Атланти у САД направио пиће које је назвао кока-кола. Рецепт за кока-колу се и данас чува у строгој тајности, а кока-кола се продаје у преко двеста земаља света.